# União Brasileira de Educação Católica

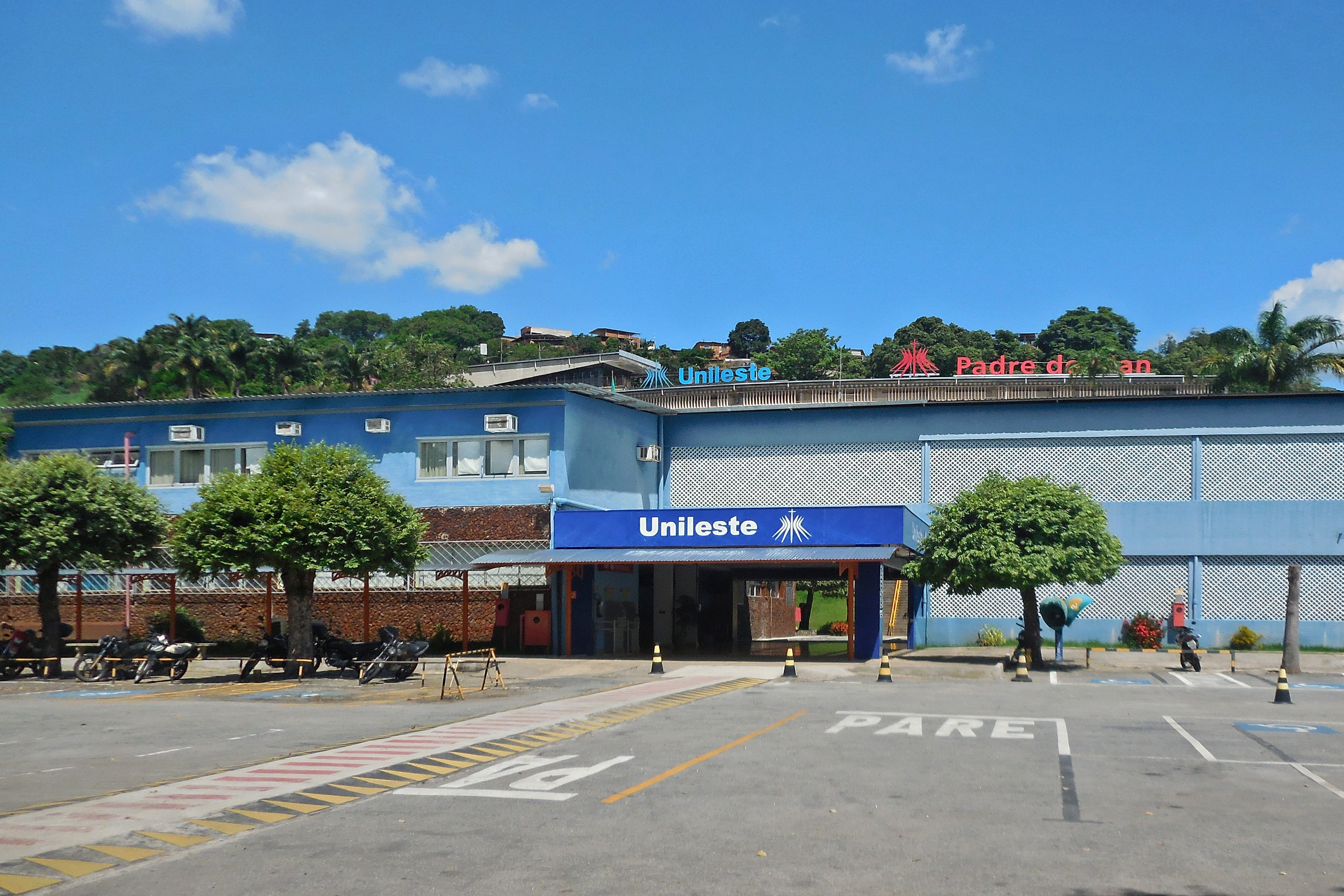
O Unileste e o Colégio Padre de Man (prédio em segundo plano), em Coronel Fabriciano, Minas Gerais, são mantidos pela UBEC.

A União Brasileira de Educação Católica (UBEC) é uma associação civil com fins educacionais e não lucrativos, de utilidade pública federal e filantrópica fundada por congregações religiosas católicas administradoras de escolas em 1972.
A intenção inicial da rede era a concepção de uma universidade católica em Brasília, o que ocorreu em 1974, com a criação das Faculdades Católica de Ciências Humanas. Esta instituição se expandiu até se transformar nas Faculdades Integradas da Católica de Brasília em 1981 (convertida na Universidade Católica de Brasília em 1995). Em 2003, a UBEC iniciou as operações da Universidade Católica do Tocantins e em 2005, adquiriu o Centro Universitário do Leste de Minas Gerais (Unileste), o que favoreceu a ampliação de sua atuação.
Segundo informações de 2016, a rede era formada pelas congregações religiosas católicas dos Irmãos Maristas, Irmãos Lassalistas, Padres e Irmãos Estigmatinos, Salesianos de Dom Bosco e Irmãs Salesianas, além do Instituto Católico de Minas Gerais (ICMG), porém se trata de uma rede autônoma. Era denominada "União Brasiliense de Educação e Cultura" até 17 de agosto de 2017, quando foi apresentada a mudança de seu nome para "União Brasileira de Educação Católica".

## Instituições vinculadas
De acordo com dados da UBEC em 2020, a rede mantém as seguintes unidades educacionais:
- Centro Educacional Católica de Brasília (CECB)
- Colégio Católica Timóteo
- Centro Universitário Católica do Leste de Minas Gerais (Unileste)
- Centro Universitário Católica do Tocantins (UniCatólica)
- Colégio Católica Padre de Man (CPM)
- Faculdade Católica Imaculada Conceição do Recife (FICR)
- Universidade Católica de Brasília (UCB)